# Tony Awards 1987
Die Verleihung der 41. Tony Awards 1987 (41st Annual Tony Awards) fand am 7. Juni 1987 im Mark Hellinger Theatre in New York City statt. Moderator der Veranstaltung war Angela Lansbury, als Laudatoren und Darsteller fungierten Jane Alexander, Bea Arthur, Richard Chamberlain, Glenn Close, Charles "Honi" Coles, Barbara Cook, Hume Cronyn, Bob Fosse, Mark Hamill, Helen Hayes, William Hurt, Bill Irwin, Judy Kuhn, Swoosie Kurtz, Dick Latessa, John Lithgow, Mary Martin, Walter Matthau, Andrea McArdle, Mary Tyler Moore, Bernadette Peters, Lynn Redgrave, Chita Rivera, George Rose, Jessica Tandy, Tommy Tune und Kathleen Turner. Ausgezeichnet wurden Theaterstücke und Musicals der Saison 1986/87, die am Broadway ihre Erstaufführung hatten. Die Preisverleihung wurde von Columbia Broadcasting System im Fernsehen übertragen und erhielt 1987 einen Primetime Emmy Award for Outstanding Variety Series.

## Hintergrund
Die Antoinette Perry Awards for Excellence in Theatre, oder besser bekannt als Tony Awards, werden seit 1947 jährlich in zahlreichen Kategorien für herausragende Leistungen bei Broadway-Produktionen und -Aufführungen der letzten Theatersaison vergeben. Zusätzlich werden verschiedene Sonderpreise, z. B. der Regional Theatre Tony Award, verliehen. Benannt ist die Auszeichnung nach Antoinette Perry. Sie war 1940 Mitbegründerin des wiederbelebten und überarbeiteten American Theatre Wing (ATW). Die Preise wurden nach ihrem Tod im Jahr 1946 vom ATW zu ihrem Gedenken gestiftet und werden bei einer jährlichen Zeremonie in New York City überreicht.

## Gewinner und Nominierte

### Theaterstücke
| Kategorie                            | Preisträger      | Theaterstück            | Nominierungen |
| Bestes Theaterstück                  | August Wilson    | Fences                  | - Broadway Bound – Neil Simon - Coastal Disturbances – Tina Howe - Les Liaisons Dangereuses – Christopher Hampton                                                              |
| Bester Hauptdarsteller Theaterstück  | James Earl Jones | Fences als Troy Maxson  | - Philip Bosco in You Never Can Tell als Waiter - Richard Kiley in All My Sons als Joe Keller - Alan Rickman in Les Liaisons Dangereuses als Le Vicomte de Valmont             |
| Beste Hauptdarstellerin Theaterstück | Linda Lavin      | Broadway Bound als Kate | - Lindsay Duncan in Les Liaisons Dangereuses als La Marquise de Merteuil - Geraldine Page in Blithe Spirit als Madame Arcati - Amanda Plummer in Pygmalion als Eliza Doolittle |
| Bester Nebendarsteller Theaterstück  | John Randolph    | Broadway Bound als Ben  | - Frankie R. Faison in Fences als Gabriel - Jamey Sheridan in All My Sons als Chris Keller - Courtney B. Vance in Fences als Corey                                             |
| Beste Nebendarstellerin Theaterstück | Mary Alice       | Fences als Rose         | - Annette Bening in Coastal Disturbances als Holly Dancer - Phyllis Newman in Broadway Bound als Blanche - Carole Shelley in Stepping Out als Maxine                           |
| Beste Theaterregie                   | Lloyd Richards   | Fences                  | - Howard Davies – Les Liaisons Dangereuses - Mbongeni Ngema – Asinamali! - Carole Rothman – Coastal Disturbances                                                               |

### Musicals
| Kategorie                       | Preisträger                                                                          | Musical                         | Nominierungen |
| Bestes Musical                  | Claude-Michel Schönberg (Musik) und Alain Boublil (Buch)                             | Les Misérables                  | - Me and My Girl - Rags - Starlight Express |
| Bester Hauptdarsteller Musical  | Robert Lindsay                                                                       | Me and My Girl als Bill Snibson | - Roderick Cook in Oh, Coward! als Darsteller - Terrence Mann in Les Misérables als Inspector Javert - Colm Wilkinson in Les Misérables als Jean Valjean                                                                                    |
| Beste Hauptdarstellerin Musical | Maryann Plunkett                                                                     | Me and My Girl als Sally Smith  | - Catherine Cox in Oh, Coward! als Darsteller - Teresa Stratas in Rags als Rebecca Hershkowitz |
| Bester Nebendarsteller Musical  | Michael Maguire                                                                      | Les Misérables als Enjolras     | - George S. Irving in Me and My Girl als Sir John Tremayne - Timothy Jerome in Me and My Girl als Herbert Parchester - Robert Torti in Starlight Express als Greaseball                                                                     |
| Beste Nebendarstellerin Musical | Frances Ruffelle                                                                     | Les Misérables als Éponine      | - Jane Connell in Me and My Girl als Maria - Judy Kuhn in Les Misérables als Cosette - Jane Summerhays in Me and My Girl als Lady Jaqueline Carstone                                                                                        |
| Bestes Musicallibretto          | Alain Boublil und Claude-Michel Schönberg                                            | Les Misérables                  | - L. Arthur Rose, Douglas Furber, Stephen Fry und Mike Ockrent – Me and My Girl - Joseph Stein – Rags - Howard Ashman – Smile |
| Beste Originalmusik             | Claude-Michel Schönberg (Musik) sowie Herbert Kretzmer und Alain Boublil (Liedtexte) | Les Misérables                  | - Me and My Girl – Noel Gay (Musik) sowie L. Arthur Rose und Douglas Furber (Liedtexte) - Rags – Charles Strouse (Musik) und Stephen Schwartz (Liedtexte) - Starlight Express – Andrew Lloyd Webber (Musik) und Richard Stilgoe (Liedtexte) |
| Beste Musicalregie              | Trevor Nunn und John Caird                                                           | Les Misérables                  | - Brian Macdonald – The Mikado - Trevor Nunn – Starlight Express - Mike Ockrent – Me and My Girl |

### Theaterstücke oder Musicals
| Kategorie            | Preisträger     | Theaterstück bzw. Musical | Nominierungen |
| Bestes Bühnenbild    | John Napier     | Les Misérables            | - Bob Crowley – Les Liaisons Dangereuses - Martin Johns – Me and My Girl - Tony Walton – The Front Page                        |
| Beste Choreographie  | Gillian Gregory | Me and My Girl            | - Ron Field – Rags - Brian Macdonald – The Mikado - Arlene Phillips – Starlight Express                                        |
| Beste Kostüme        | John Napier     | Starlight Express         | - Bob Crowley – Les Liaisons Dangereuses - Ann Curtis – Me and My Girl - Andreane Neofitou – Les Misérables                    |
| Bestes Lichtdesign   | David Hersey    | Les Misérables            | - Martin Aronstein – Wild Honey - David Hersey – Starlight Express - Beverly Emmons und Chris Parry – Les Liaisons Dangereuses |
| Beste Wiederaufnahme | Arthur Miller   | All My Sons               | - The Front Page - The Life and Adventures of Nicholas Nickleby - Pygmalion                                                    |

### Sonderpreise (ohne Wettbewerb)
| Kategorie              | Preisträger                                           | Grund der Preisverleihung           |
| Regional Theatre Award | San Francisco Mime Troupe, San Francisco, Kalifornien |                                     |
| Special Tony Award     | George Abbott                                         | Aus Anlass seines 100. Geburtstages |
| Special Tony Award     | Jackie Mason                                          | Für The World According to Me       |
| Special Tony Award     | Robert Preston (posthum)                              | Lawrence Langner Award              |

## Statistik

### Mehrfache Nominierungen
- 13 Nominierungen: Me and My Girl
- 12 Nominierungen: Les Misérables
- 7 Nominierungen: Les Liaisons Dangereuses und Starlight Express
- 6 Nominierungen: Fences
- 5 Nominierungen: Rags
- 4 Nominierungen: Broadway Bound
- 3 Nominierungen: All My Sons und Coastal Disturbances
- 2 Nominierungen: The Front Page, The Mikado, Oh, Coward! und Pygmalion

### Mehrfache Gewinne
- 8 Gewinne: Les Misérables
- 4 Gewinne: Fences
- 3 Gewinne: Me and My Girl
- 2 Gewinne: Broadway Bound